# Отважные капитаны (фильм, 1937)
«Отважные капитаны» (англ. Captains Courageous) — кинофильм Виктора Флеминга по одноимённому роману воспитания Редьярда Киплинга (1897), который был написан им во время 4-летнего проживания в Новой Англии.

## Сюжет
Избалованный сын американского миллионера во время путешествия в Европу случайно упал за борт океанского лайнера. Его подбирает португальский рыбак Мануэль, который учит его премудростям жизни на рыбацкой шхуне. Через три месяца шхуна берёт курс на новоанглийский порт Глостер, но Мануэль по дороге погибает. Привязанность мальчика к старшему товарищу такова, что в память о нём он решает связать свою жизнь с морем. Однако это противоречит планам его отца…

## В ролях
- Фредди Бартоломью — Гарви Чейн
- Спенсер Трейси — Мануэль Фиделло
- Лайонел Берримор — капитан Диско Троуп
- Мелвин Дуглас — Фрэнк Бёртон Чейн
- Чарли Грейпвин — дядя Солтерс
- Микки Руни — Дэн Троуп
- Джон Кэррадайн — Долговязый Джек
- Оскар О’Ши — капитан Уолт Кашмен
- Джек Лару — священник
- Уолтер Кингсфорд — доктор Финли
- Дональд Бриггс — Боб Тайлер
- Сэм Макдэниел — Док

В титрах не указаны
- Джин Рейнольдс — мальчик в типографии
- Лестер Дорр — стюард

## Награды
Спенсер Трейси за роль Мануэля получил свой первый «Оскар». Всего фильм номинировался на «Оскар» в четырёх категориях, в том числе за лучший фильм года, лучший сценарий и лучший монтаж. Кроме того, лента получила «Медаль почёта» от журнала Photoplay, а также попала в десятку лучших фильмов года по версии Национального совета кинокритиков США.